# Cobitis hankugensis
Cobitis hankugensis is een straalvinnige vissensoort uit de familie van de modderkruipers (Cobitidae). De wetenschappelijke naam van de soort is voor het eerst geldig gepubliceerd in 2003 door Kim, Park, Son & Nalbant.